# شوح سخاليني
الشوح السخاليني نوع نباتي شجري ينتمي إلى جنس الشوح من الفصيلة الصنوبرية.

## الانتشار
موطنه جزيرة سخالين وجنوب روسيا وشمال جزيرة هوكايدو.